# 何雯莉
何雯莉（英語：Wendy Yow-ping Ho，1971年—），謝美麗控股有限公司董事會首席執行官，也是創辦人謝美麗大女兒。

## 生平
她出生於新加坡，在加入謝美麗Mary Chia美容中心時，則曾由普通階層開始，包括洗厕所、洗毛巾等，也就是由1989年加入，同時在中途加入修读了美容文凭，直至1994年躍升為董事會執行董事，經過擴大業務版圖，包括「Urban Homme」、「皇阿瑪」等品牌，在2003年晉升為首席執行官。其後她成功安排在2009年8月11日於新加坡交易所凱利板上市，除此之外，還和新加坡商人李文龙，組成JL ASIA集團，是一家成熟的房地產和酒店集團，業務遍及新加坡、泰國和馬來西亞 3 個國家。公司專注於永久業權住宅，已在當地開發並推出了近 1,000 個住宅單元。一些當地住宅開發案位於城市邊緣和黃金地段，例如 Forte Suites、Jool Suites、8 Farrer Suites、Central Imperial 和 28 Imperial Residences 等。該公司還監督和管理 J'Forté 集團在新加坡及整個地區的商業和酒店開發。

## 連結
- 新加坡：美容瘦身业第二代 酒店业打造第二春 2011-05-14 11:20:42[]